# Serrinha
Serrinha este un oraș în statul Bahia (BA) din Brazilia.